# Zsírsavak propilén-glikol- (propán-1,2-diol) észterei
A zsírsavak propán-1,2-diol-, más néven propilén-glikol-észterei alatt általában növényi eredetű zsírsavak propánnal, valamint propilénnel alkotott észtereit értjük. A propilén-glikollal a zsírokban azok természetes összetevőjét, a glicerint helyettesítik.  A zsírsavak általában növényi eredetűek, de az állati eredet sem zárható ki. Az állati eredetről kizárólag a gyártó adhat felvilágosítást, ugyanis ezek a növényi és állati eredetű zsírsavak kémiailag tökéletesen megegyeznek. 

## Élelmiszeripari felhasználásuk
Emulgeálószerként és térfogatnövelőként (habot képez), néhány élelmiszerben megtalálható, E477 néven. Elsősorban tortákban, és sütemények díszítésére szolgáló habokban alkalmazzák. 

## Egészségügyi hatások
Napi maximum beviteli mennyisége 25 mg/testsúlykg, mely a propilén-glikolra vonatkozik. Magas koncentrációban az erre érzékeny egyéneknél ekcémát okozhat, de élelmiszerek esetén ez a mellékhatás nem szokott előfordulni.